# Генрі Мутамбіква
Генрі Мутамбіква (англ. Henry Tonderai Mutambikwa, 3 червня 1976) — зімбабвійський футболіст, нападник.

## Клубна кар'єра
Розпочав професіональну кар'єру в клубі «КАПС Юнайтед» з маста Хараре, в 1997 році перейшов до іншого клубу зі столиці Зімбабве, «Дайнамоз». У 1997 році разом з «Дайнамоз» став переможцем чемпіонату Зімбабве. Потім виступав у нижчоліговому польському клубі «Хелмлянка» (Холм). В сезоні 2000/01 років виступав спочатку в клубі «Ресовія», а потім — у «Сталі» (Ряшів). У 2001 році потрапив до польського «Світ» з міста Новий-Двір-Мазовецький. У липні 2001 року перейшов у львівські «Карпати». Зіграв 1 матч в чемпіонаті України 15 липня 2001 року проти запорізького «Металурга» (2:1), Мутамбіква вийшов на 83-ій хвилині замість Едварда Аньямке. У команді пробув недовго, пізніше грав за польський «Сталь» (Ряшів) та малавійський «МТЛ Вондерерс».

## Кар'єра в збірній
У 2002 році дебютував у футболці національної збірної Зімбабве. У футболці збірної зіграв 5 матчів, відзначився 1 голом.

## Досягнення
- Прем'єр-ліга (Зімбабве)
  -  Чемпіон (1): 1997